# Paco Caro
Francisco José Caro Escudero (29 de febrero de 1976) más conocido como Paco Caro, es un periodista y comentarista deportivo español.

## Trayectoria
Es licenciado en Ciencias de la Información en Periodismo por la Facultad de Ciencias de la Información (Universidad Complutense de Madrid) (1994-1999).
Comenzó su carrera profesional como redactor en septiembre del año 2000 en el diario 20 Minutos, periódico en el que estuvo hasta febrero de 2001. Tras esto trabajó como locutor de radio en Radio Marca durante seis años, entre febrero de 2001 y agosto de 2007.
Cuando dejó Radio Marca en agosto de 2007, comenzó a trabajar para RTVE como redactor del Área de Deportes de los Informativos de TVE, habiéndose encargado de presentar los bloques de deportes del Telediario en diversas ocasiones. Desde septiembre de 2008 es locutor de los torneos de balonmano, motivo por el que es conocido. En los campeonatos de balonmano está acompañado por los comentarios de Alberto Urdiales.
También ha sido editor del programa DXT noche (09/2009-10/2010); ha narrado partidos de fútbol y ha sido editor de la Liga de Campeones de la UEFA (09/2010-05/2015); ha narrado partidos de la FA Cup 2016-17, de varias disciplinas de los Juegos Olímpicos y torneos del Circuito de la WTA. Asimismo fue parte del programa Estadio 1 (2015-2016), programa de tertulia deportiva en el que se analizaba los últimos resultados y se ven los resúmenes.
Desde septiembre de 2018 se encarga de la presentación del programa previo a los partidos oficiales de la Selección española de fútboly entre agosto de 2022 hasta julio de 2024 es presentador del programa Estudio estadio.
Con la adquisición de los derechos de la Eurocopa 2024 por parte de RTVE, se le asignó como narrador en múltiples encuentros, donde tuvo una muy buena valoración por los espectadores.